# Ken Kuusk
Ken Kuusk (* 16. Januar 1992 in Tallinn) ist ein ehemaliger estnischer Eishockeyspieler, der zuletzt bis 2014 beim ungarischen Klub Újpesti TE in der MOL Liga unter Vertrag stand.

## Karriere
Ken Kuusk begann seine Karriere als Eishockeyspieler beim Purikad Tallinn, für den er als 15-Jähriger in der Meistriliiga debütierte. Neben den Spielen für seinen Heimatverein stand er in der höchsten estnischen Spielklasse auch für die estnische U20-Eishockeynationalmannschaft, die Eesti Noortekoondis, auf dem Eis. 2008 wechselte er nach Deutschland, wo er für den SC Riessersee in der Deutschen Nachwuchsliga und den Augsburger EV in der Jugend-Bundesliga spielte. Nach einem Jahr in der U18 von Jokerit aus Helsinki wechselte er wieder in die Deutsche Nachwuchsliga und spielte dort für den EV Füssen. Anschließend ging es zu den Pantern aus seiner Heimatstadt Tallinn zurück, wo er die Spielzeit 2011/12 verbrachte. Aber auch dort verblieb er nur eine Spielzeit. Über die zweite Mannschaft der Odense Bulldogs kam er 2013 schließlich nach Budapest, wo er seine Karriere beim Újpesti TE in der MOL Liga ausklingen ließ.

### International
Für Estland nahm Kuusk im Juniorenbereich an den U18-Weltmeisterschaften der Division II 2007, 2008, 2009 und 2010 sowie den U20-Weltmeisterschaften der Division II 2008, 2010, 2011 und 2012, als er nicht nur zum besten Abwehrspieler des Turniers gewählt wurde, sondern auch die beste Plus/Minus-Bilanz aufwies, sowie der Division I 2009 teil.
Im Seniorenbereich spielte Kuusk für sein baltischen Heimatland bei den Weltmeisterschaften der Division II 2012, als er die beste Plus/Minus-Bilanz des Turniers erreichte, und 2014 sowie der Division I 2013.

## Erfolge und Auszeichnungen
- 2008 Aufstieg in die Division I, bei der U20-Weltmeisterschaft der Division II, Gruppe B
- 2012 Bester Verteidiger und beste Plus/Minus-Bilanz der U20-Weltmeisterschaft der Division II, Gruppe B
- 2012 Aufstieg in die Division I, Gruppe B, bei der Weltmeisterschaft der Division II, Gruppe A
- 2012 Beste Plus/Minus-Bilanz bei der Weltmeisterschaft der Division II, Gruppe B
- 2014 Aufstieg in die Division I, Gruppe B, bei der Weltmeisterschaft der Division II, Gruppe A